# Regn hos mej
Regn hos mej är en poplåt skriven av Orup, som i original framfördes av Orup själv på albumet "2" 1989. Singeln placerade sig som bäst på åttonde plats på den svenska singellistan. 1-8 juli 1989 toppade melodin även Sommartoppen.
Popgruppen Miio spelade 2003 in en cover på den på albumet "På vårt sätt". 2006 tolkade Shirley Clamp den på sitt coveralbum "Favoriter på svenska". Erik Linder spelade 2009 in låten på albumet Inifrån. Senare insjungningar av låten har ofta haft titelstavningen "Regn hos mig".

## Listplaceringar
| Lista (1989) | Topplacering |
| ------------ | ------------ |
| Sverige      | 8            |